# Balachandrudu
Balachandrudu er en indisk film fra 1990 af Krishna.

## Medvirkende
- Mahesh Babu som Balachandra
- Satyanarayana
- Geetha som Sujatha
- Sarath Kumar som Minor Babu
- Rami Reddy som Sarangadhara Rao
- Prabhakar Reddy som Sripaada Rao
- Chandra Mohan
- Ahuti Prasad som Poorna